# Jak zostać gwiazdą (film 2020)
Jak zostać gwiazdą (lub: Jak zostać gwiazdą... i pozostać sobą) – polska komedia obyczajowa z 2020 roku w reżyserii Anny Wieczur-Bluszcz, wyprodukowana przez studio ATM Grupa. Film wszedł do kin 2 października 2020 roku. Początkowo premiera miała odbyć się 19 czerwca 2020 roku, jednak z powodu epidemii SARS-CoV-2 i związanych z nim obostrzeń (m.in. zamknięcia kin) przesunięto premierę. W filmie gościnnie wystąpili: Urszula Dudziak oraz Krzysztof Ibisz. Film jest pierwszą, własną fabularną produkcją grupy ATM Grupa.

## Fabuła
W filmie ukazany jest program rozrywkowy typu talent show nazwany „Music Race”. W jego jury zasiadają: dawniej popularny piosenkarz Olo (Maciej Zakościelny), popularna w social mediach Ewa (Julia Kamińska) oraz Urszula Dudziak. Na jednym z castingów dochodzi do kłótni. Doprowadza do niej dziewczyna pod pseudonimem „Ostra” (Katarzyna Sawczuk), która jednak, dzięki podstępnemu producentowi programu (Tomasz Karolak), zostaje przepuszczona do kolejnego etapu.

## Obsada
- Katarzyna Sawczuk – Marta Ostrowicz, „Ostra”
- Julia Kamińska – Ewa Dykty, członkini jury
- Urszula Dudziak – Urszula Dudziak, członkini jury
- Maciej Zakościelny – Piosenkarz Olo Zawistowski, szef jury
- Anita Sokołowska – Małgorzata, Matka "Ostrej"
- Krzysztof Ibisz – Prowadzący program
- Maria Pakulnis – Babcia „Ostrej”
- Wojciech Solarz  – Nauczyciel WF–u
- Tomasz Karolak – producent programu „Music Race”

i inni